# Shane Carwin
Shane Bannister Carwin (Greeley, 4 gennaio 1975) è un artista marziale misto statunitense.
È stato campione UFC dei pesi massimi ad interim nel 2010 sconfiggendo Frank Mir nell'incontro titolato.
Ha vinto i suoi primi dodici incontri nella arti marziali miste tutti al primo round prima di venire sconfitto per la prima volta contro il campione in carica Brock Lesnar nel match valevole per la cintura dei pesi massimi. La seconda sconfitta consecutiva della carriera arriva ad UFC 131 contro Junior dos Santos nel combattimento che avrebbe assegnato il ruolo di primo sfidante del nuovo campione assoluto Cain Velasquez.
Ha fatto anche da allenatore nella 16ª stagione del reality show The Ultimate Fighter.

## Carriera nelle arti marziali miste
Carwin ha vinto i suoi primi otto combattimenti in carriera nel primo round diventando Ring of Fire heavyweight champion prima di firmare con l'UFC. Shane si allenava a Greeley, Colorado, alla Grudge Training Center con il famoso coach di arti marziali miste Trevor Wittman.

### Ultimate Fighting Championship
Carwin fa il suo debutto in UFC nell'undercard di UFC 84 contro Christian Wellisch, vincendo per KO (pugni) dopo soli 44 secondi dall'inizio del primo round dimostrando la potenza dei suoi pugni. Il secondo incontro lo disputa a Birmingham, Inghilterra, ad UFC 89 contro Neil Wain che supera dopo 1.31 minuti del primo round.
Ad UFC 96 avviene un passo avanti nel livello dei suoi avversari, trovandosi di fronte l'ex primo sfidante al titolo, Gabriel Gonzaga. Con un preciso destro Shane manda KO il brasiliano dopo soli 69 secondi dall'inizio del match.
Ad UFC 104 avrebbe dovuto affrontare Cain Velasquez con in palio la possibilità di sfidare il campione Brock Lesnar. Ad ogni modo l'UFC riconsiderò l'incontro e Carwin fu promosso in un incontro titolato da disputarsi il 21 novembre 2009 a UFC 106. In seguito l'incontro fu posticipato a causa di problemi di salute di Lesnar a UFC 108. Lesnar però dovette rinunciare nuovamente all'incontro che sarebbe stato spostato a metà 2010 per permettere al campione in carica di ristabilirsi completamente da un disordine intestinale e conseguente operazione chirurgica.
Il 27 marzo 2010, Carwin affrontò Frank Mir per l'UFC Interim Heavyweight Championship ad UFC 111, Shane sconfisse Mir nel combattimento più lungo della propria carriera dopo 3 minuti e 48 secondi, diventando quindi campione ad interim della federazione. In seguito al match Beau Dure di USA Today paragonò Carwin a Mike Tyson, riprendendo tale paragone fatto prima dell'evento da Mark Wayne di Fightline.com.

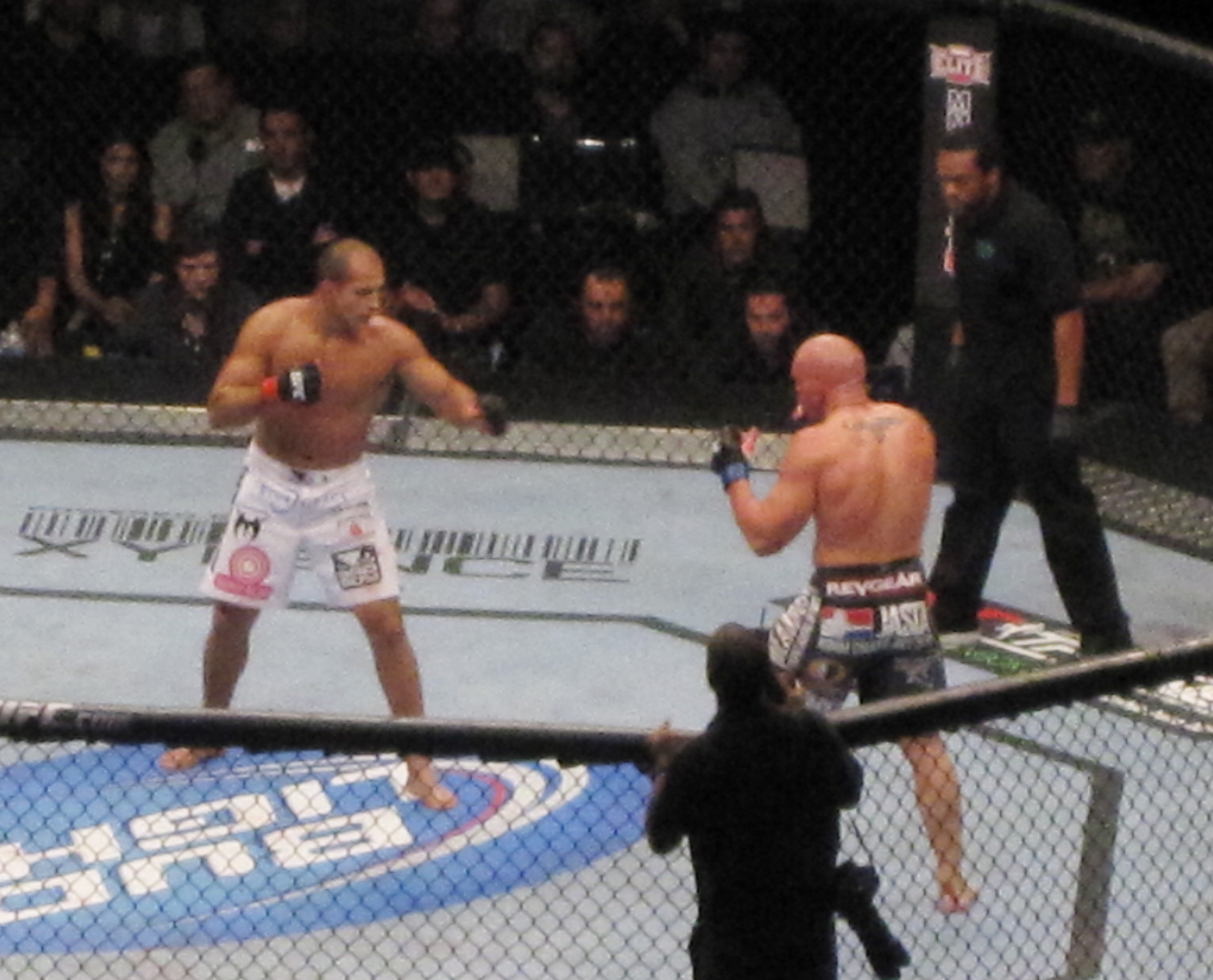
Shane Carwin e Junior dos Santos a UFC 131

L'incontro successivo arriva però la prima sconfitta in carriera ad opera di Brock Lesnar nel match per il titolo mondiale dei pesi massimi. Carwin dominò il primo round mandando al tappeto il campione ed effettuando un ground and pound nel primo round. Nella seconda ripresa invece Shane cade vittima di un'arm triangle choke venendo costretto alla resa.
Il 1º gennaio Carwin avrebbe dovuto affrontare Roy Nelson ad UFC 125 ma è costretto a posticipare l'incontro a causa di un infortunio e conseguente operazione al collo.
Ad UFC 131 Carwin avrebbe dovuto affrontare il nuovo arrivato Jon Olav Einemo mentre nel main event avrebbero dovuto sfidarsi Brock Lesnar e Junior dos Santos per il titolo di primo sfidante al titolo. A causa della diverticolite di Lesnar però, Shane fu promosso nel main event dello show contro il brasiliano. Malgrado la propria resistenza, Shane dovette subire il potente striking del futuro campione dei pesi massimi, venendo sconfitto per decisione unanime nel primo match in carriera finito con una decisione dei giudici.
Il 16 ottobre 2011 viene rivelato che Carwin necessita di un nuovo intervento chirurgico e il suo ritorno è previsto per la metà del 2012.
Carwin torna come allenatore della sedicesima stagione del reality show The Ultimate Fighter opposto a Roy Nelson, contro il quale doveva combattere il 1º dicembre 2012 ma a causa di un infortunio al ginocchio saltò la sfida.
Nel maggio 2013 annuncia il suo ritiro ufficiale dalle MMA.
Le sue dodici vittorie consecutive in carriera sono avvenute tutte nel primo round e con una durata totale di 16:10, poco più del tempo limite di un incontro non valido per un titolo.

## Risultati nelle arti marziali miste
| Risultato | Record | Avversario          | Metodo                               | Evento                         | Data              | Round | Tempo | Città                   | Note                                            |
| --------- | ------ | ------------------- | ------------------------------------ | ------------------------------ | ----------------- | ----- | ----- | ----------------------- | ----------------------------------------------- |
| Sconfitta | 12–2   | Junior dos Santos   | Decisione (unanime)                  | UFC 131: Dos Santos vs. Carwin | 11 giugno 2011    | 3     | 5:00  | Vancouver, Canada       | Eliminatoria per il titolo dei Pesi Massimi UFC |
| Sconfitta | 12–1   | Brock Lesnar        | Sottomissione (triangolo di braccio) | UFC 116: Lesnar vs. Carwin     | 3 luglio 2010     | 2     | 2:19  | Las Vegas, Stati Uniti  | Per il titolo dei Pesi Massimi UFC              |
| Vittoria  | 12–0   | Frank Mir           | KO (pugni)                           | UFC 111: St-Pierre vs. Hardy   | 27 marzo 2010     | 1     | 3:48  | Newark, Stati Uniti     | Vince il titolo dei Pesi Massimi UFC ad Interim |
| Vittoria  | 11–0   | Gabriel Gonzaga     | KO (pugno)                           | UFC 96: Jackson vs. Jardine    | 7 marzo 2009      | 1     | 1:09  | Columbus, Stati Uniti   |                                                 |
| Vittoria  | 10–0   | Neil Wain           | KO Tecnico (pugni)                   | UFC 89: Bisping vs. Leben      | 18 ottobre 2008   | 1     | 1:31  | Birmingham, Regno Unito |                                                 |
| Vittoria  | 9–0    | Christian Wellisch  | KO (pugno)                           | UFC 84: Ill Will               | 24 maggio 2008    | 1     | 0:44  | Las Vegas, Stati Uniti  | Debutto in UFC                                  |
| Vittoria  | 8–0    | Sherman Pendergarst | KO Tecnico (pugni)                   | ROF 31: Undisputed             | 1º dicembre 2007  | 1     | 1:41  | Broomfield, Stati Uniti | Vince il titolo dei Pesi Massimi Ring of Fire   |
| Vittoria  | 7–0    | Rex Richards        | Sottomissione (ghigliottina)         | Art of War 4                   | 27 ottobre 2007   | 1     | 1:24  | Tunica, Stati Uniti     |                                                 |
| Vittoria  | 6–0    | Rick Slaton         | KO (pugno)                           | ROF 30: Domination             | 15 settembre 2007 | 1     | 0:49  | Broomfield, Stati Uniti |                                                 |
| Vittoria  | 5–0    | Chris Guillen       | Sottomissione (rear naked choke)     | Ultimate Texas Showdown 6      | 24 giugno 2006    | 1     | 0:29  | Frisco, Stati Uniti     |                                                 |
| Vittoria  | 4–0    | Justice Smith       | KO Tecnico (pugni)                   | Extreme Wars 3: Bay Area Brawl | 3 giugno 2006     | 1     | 0:31  | Oakland, Stati Uniti    |                                                 |
| Vittoria  | 3–0    | Jay McCown          | Sottomissione (rear naked choke)     | Ultimate Texas Showdown 5      | 29 aprile 2006    | 1     | 1:31  | Texas, Stati Uniti      |                                                 |
| Vittoria  | 2–0    | Casey Jackson       | Sottomissione (ghigliottina)         | Extreme Wars 2: X-1            | 18 marzo 2006     | 1     | 0:22  | Honolulu, Stati Uniti   |                                                 |
| Vittoria  | 1–0    | Carlton Jones       | KO Tecnico (sottomissione ai pugni)  | WEC 17: Halloween Fury 4       | 14 ottobre 2005   | 1     | 2:11  | Lemoore, Stati Uniti    | Debutto in WEC                                  |